# 尕什在来墓地
尕什在来墓地，位于中国青海省贵德县东沟乡上兰角村，为第四批青海省文物保护单位，公布日期为1986年5月27日，类型为古墓葬。
尕什在来墓地的历史年代为卡约文化。